# Пилильщик рапсовый
Пилильщик рапсовый (лат. Athalia rosae) — вид перепончатокрылых насекомых из семейства настоящих пилильщиков.

## Описание
Оранжево-жёлтого цвета с чёрными головой, усиками и грудью, за исключением переднеспинки и щитка. Усики 11-члениковые, булавовидные. Наружный край передних крыльев чёрный. Задние лапки жёлтые с чёрными кольцами. Длина тела 7—8 мм.
Личинки (лжегусеницы) длиной 17 мм, серовато-зелёного цвета с тёмными полосами, голые, с чёрной головой, с 3 парами грудных и 8 парами брюшных ног. 

## Экология
Рапсовый пилильщик широко распространён в Центральной Европе и Сибири. 
Имаго появляется в конце апреля или в мае. Самки откладывают яйца по краям листьев различных крестоцветных растений (рапса, репы, сурепицы и других). Личинки питаются листьями крестоцветных и окукливаются в земле в хрупком коконе. Обычно бывает два поколения в году: второе поколение летает в конце июля и в августе. Рапсовый пилильщик во многих местностях сильно вредит рапсу и сурепке, нападая преимущественно на молодые растения. Насекомое повреждает как озимый, так и яровой рапс.